# قمر سبتمبر (مسلسل)
قمر سبتمبر هو مسلسل دراما مصري من إخراج أحمد توفيق  وبطولة ميرفت أمين، توفيق عبد الحميد، نشوى مصطفى، أحمد خليل، محمود الجندي وشوقي شامخ، صدر المسلسل في عام 2003.

## نبذة
تفاجأ "إعتماد البكري" الصحافية المرموقة بسيدة تقتحم مسكنها وتقدم لها رواية بعنوان (قمر سبتمبر) تأليف زوجها "عصام شاكر" الذي اختفى في ظروف غامضة وتتهم "اعتماد" بأنها السبب الرئيسي في موته أو إختفاءه لرفضها تبني موهبته الأدبية. تقرأ "إعتماد" الرواية وتندهش لمستواها الفني الراقي.